# George Barker Jeffery
George Barker Jeffery (* 9. Mai 1891 in London; † 27. April 1957 ebenda) war ein britischer theoretischer Physiker, angewandter Mathematiker und Professor am King’s College London sowie am University College London.

## Leben
Jeffery kam aus einer Quäker-Familie und studierte ab 1909 Mathematik am University College London, wo er im ersten Jahr ein Stipendium gewann und 1912 seine erste Arbeit veröffentlichte (über die Lösung der Laplacegleichung mit zwei geladenen Kugeln als Quellen). Er war Assistent von L. N. G. Filon, den er im Ersten Weltkrieg in der Lehre vertrat. Da er als Quäker aus religiösen Gründen den Wehrdienst verweigerte, war er 1916 kurz eingesperrt. 1922 wurde er Professor für Mathematik am King’s College und 1924 am University College London als Astor Professor of Pure Mathematics (Nachfolge von M. J. M. Hill). Sein Assistent war Edward Charles Titchmarsh.
Obwohl offiziell Professor für Reine Mathematik befasste er sich nur mit Angewandter Mathematik bzw. Theoretischer Physik. Neben Potentialtheorie befasste er sich mit Hydrodynamik, unter anderem der Viskosität von Flüssigkeiten (wobei er in Anschluss an die Dissertation von Albert Einstein, der Kugeln als Probekörper behandelt hatte, Ellipsoide behandelte). Er befasste sich auch mit exakten Lösungen der Feldgleichungen der Allgemeinen Relativitätstheorie und Elastizitätstheorie.
Ende der 1920er Jahre wandte er sich administrativen und pädagogischen Aktivitäten zu. Von 1945 bis 1957 war er Direktor des University of London Institute of Education und engagierte sich unter anderem für Bildung in Westafrika, das er 1949/50 besuchte. Er war aber in vielen nationalen Bildungskommissionen aktiv.
1926 wurde er Fellow der Royal Society. Von 1935 bis 1937 war er Präsident der London Mathematical Society.

## Schriften
- On a Form of the Solution of Laplace's Equation Suitable for Problems Relating to Two Spheres. In: Proc. Roy. Soc. A. Band 87, 1912, S. 109–120.
- The Motion of Ellipsoidal Particles Immersed in a Viscous Fluid. In: Proc. Roy. Soc. A. Band 102, 1922, S. 161–179.
- mit O. R. Baldwin: The Relativity Theory of Plane Waves. In: Proceedings of the Royal Society A: Mathematical, Physical and Engineering Sciences,. Band 111, 1926, S. 95–104.
- mit O. R. Baldwin: The Relativity Theory of Divergent Waves. In: Proceedings of the Royal Society A: Mathematical, Physical and Engineering Sciences. Band 123, 1929, S. 119–133.
- Relativity for Physics Students. London: Methuen 1924.
- Übersetzung und Herausgabe mit Wilfrid Perrett von Albert Einstein, Hendrik Antoon Lorentz, Hermann Minkowski u. a.: The principle of relativity. Methuen, London 1923 und Dover 1952.